# Epinephelus faveatus
Epinephelus faveatus là một loài cá biển thuộc chi Epinephelus trong họ Cá mú. Loài này được mô tả lần đầu tiên vào năm 1828.

## Từ nguyên
Từ định danh faveatus trong tiếng Latinh nghĩa là "hình tổ ong", hàm ý đề cập đến kiểu hình đốm lục giác của loài cá này.

## Phân bố và môi trường sống
E. faveatus có phân bố giới hạn ở Đông Ấn Độ Dương, từ bờ nam Ấn Độ qua Sri Lanka, biển Andaman (quần đảo Andaman và Nicobar và Myanmar), phía nam Indonesia (đảo Bali và Lombok) và quần đảo Cocos (Keeling).
Cá trưởng thành sống trên các rạn san hô và ám tiêu, có thể phủ đầy tảo và hải miên, độ sâu lên đến 125 m.

## Mô tả
Chiều dài lớn nhất được biết đến ở E. faveatus là 36,5 cm. Cá có màu xám nhạt phủ đầy các đốm nâu. Có 4 cụm gồm 2–3 đốm ở gốc vây lưng sẫm màu hơn các đốm khác trên thân. Hai sọc xiên màu sẫm ở hai bên ngực. Vây ngực sẫm hơn, với có đốm ở gốc và các đốm mờ hơn trên vây. Đốm trên các vây chính sẫm màu hơn các đốm trên thân.
Số gai vây lưng: 11; Số tia vây lưng: 16–18; Số gai vây hậu môn: 3; Số tia vây hậu môn: 8; Số tia vây ngực: 17–19; Số vảy đường bên: 48–52.

## Sử dụng
E. faveatus là sản lượng không mong muốn trong nghề cá.